# Sous la Seine
Sous la Seine, in sommige landen uitgebracht als Under Paris, is een Franse actie-horror film uit 2024 geregisseerd en mede geschreven door Xavier Gens. De film ging op 5 juni 2024 wereldwijd in première op streamingdienst Netflix.

## Verhaal
De film volgt de briljante wetenschapster Sophia die met een team onderzoek doet op de oceaan en op zoek is naar een door hun getagde kortvinmakreelhaai, die ze de naam Lilith hebben gegeven. Wanneer ze via de gps Lilith haar exacte locatie hebben achterhaald besluit een deel van het team in duikuitrusting het water in te gaan om een bloedmonster af te nemen. Eenmaal in het water blijkt de haai veel groter te zijn geworden in vergelijking met de laatste keer dat de team haar zag.  Het duikteam wordt vervolgens door Lilith aangevallen en komt hierbij om het leven. Sophia besluit het water in te duiken om te kijken wat er gebeurd is. Hierbij kan ze zelf ternauwernood aan de haai ontsnappen.
Drie jaar later werkt Sophia in een aquarium in Parijs en wordt ze benaderd door de jonge milieuactivist Mika die beweert dat Lilith tegenwoordig in de Seine rond zwemt. In eerste instantie gelooft Sophia dit niet, maar als ze de nog steeds werkende gps-tag op Lilith controleert beseft ze dat het waar is en ze in actie moet komen. Zeker omdat Parijs in de zomer van 2024 voor het eerst het wereldkampioenschap triatlon aan en in de Seine mag organiseren. Om een bloedbad in het hart van de stad te voorkomen, hebben ze geen andere keuze dan samen te gaan werken met de waterpolitie onder leiding van commandant Adil.

## Rolverdeling
| acteur            | personage               |
| ----------------- | ----------------------- |
| Bérénice Bejo     | Sophia                  |
| Nassim Lyes       | Adil                    |
| Léa Léviant       | Mika                    |
| Sandra Parfait    | Caro                    |
| Aksel Ustun       | Nils                    |
| Aurélia Petit     | Angèle                  |
| Marvin Dubart     | Markus                  |
| Daouda Keita      | Leopold                 |
| Ibrahima Ba       | Adama                   |
| Anne Marivin      | burgemeester van Parijs |
| Stéphane Jacquot  | Poiccard                |
| Jean-Marc Bellu   | Berruti                 |
| Nagisa Morimoto   | Ben                     |
| Yannick Choirat   | Chris                   |
| Iñaki Lartigue    | Juan                    |
| Victor Pontecorvo | Sam                     |
| Thomas Espinera   | Tom                     |
| Anaïs Parello     | Jade                    |
| Iván González     | André                   |
| Patrick Ligardes  | prefect van Parijs      |
| Maud Forget       | sportjournalist         |
| Jonas Dinal       | Adewale                 |
| Hugo Trophardy    | Victor                  |
| Yves Calvi        | zichzelf                |
| Ricky Tribord     | marineofficier          |
| Monsieur Poulpe   | triatlon-zwemmer        |

## Achtergrond
De film werd geregisseerd en mede geschreven door Xavier Gens. Bij het schrijven van het scenario werd hij ondersteund door Yannick Dahan en Maud Heywang. De film is gemaakt met een budget van 19,6 miljoen euro en werd geproduceerd door Vincent Roger namens productiebedrijf Let Me Be in samenwerking met Netflix. Hoofdrollen in de film waren weggelegd voor onder anderen Bérénice Bejo, Nassim Lyes en Léa Léviant.
Sous la Seine ging op 5 juni 2024 wereldwijd in première op streamingdienst Netflix. De film werd over het algemeen gemengd ontvangen. Op Rotten Tomatoes heeft de film een score van 61% op basis van 41 beoordelingen. Metacritic komt op een score van 57/100, gebaseerd op 6 beoordelingen. Desondanks behaalde de film op Netflix de eerste positie in de top tien van wereldwijd best bekeken films op de streamingdienst. In de eerste week werd de film ruim 40 miljoen keer bekeken.